# Stichting Fonds voor de Letteren
De Stichting Fonds voor de Letteren was een van de beide voorgangers van het Nederlands Letterenfonds en beoogde de bevordering van de Nederlandse en Friese literatuur. Op 1 januari 2010 ging het samen met het Nederlands Literair Productie- en Vertalingenfonds, waarbij het nieuwe fonds aankondigde alle bestaande regelingen te zullen voortzetten. Het Fonds wordt volledig gesubsidieerd door het Nederlandse Ministerie van Onderwijs, Cultuur en Wetenschap.

## Doelstelling
De centrale doelstelling van het Fonds voor de Letteren - het bevorderen van de kwaliteit en diversiteit van de Nederlands- en Friestalige letteren, en literatuur in Nederlandse of Friese vertaling - is sinds de oprichting in essentie ongewijzigd gebleven. Vanaf het begin heeft het Fonds uitvoering aan deze doelstelling gegeven door subsidies te verstrekken aan talentvolle auteurs en vertalers in alle literaire genres; aan zowel beginnende als ervaren schrijvers en literaire vertalers. Door deze subsidies kunnen zij een (belangrijk) deel van hun tijd besteden aan literair werk dat gericht is op publicatie in boekvorm bij een erkende en professionele uitgeverij.

## Kwaliteit
De Stichting Fonds voor de Letteren werd in 1965 na schrijversacties opgericht. Deze verbinding zou de indruk kunnen wekken dat het Fonds voor de Letteren een beleidsinstrument met een sociaal karakter zou zijn. Dat is niet het geval. Het Fonds is gericht op het bevorderen van kwaliteit, niet op het verzachten van behoeftige omstandigheden. Het Fonds is een van de oudste kunstfondsen. Door de instelling van fondsen heeft de Rijksoverheid de verantwoordelijkheid voor het toekennen van subsidies deels overgedragen aan onafhankelijke stichtingen die kwaliteit als belangrijkste criterium hanteren. Kwaliteit is voor het kunstbeleid een veel gebruikte, maar tegelijk moeilijke norm. Op zijn best is kwaliteit een intersubjectief criterium. Dat wil zeggen dat een aantal mensen met ervaring en kennis binnen een bepaalde sector van kunst gezamenlijk of in meerderheid een positief oordeel uitspreken over een bepaalde kunstuiting.

## Criteria
De werkzaamheden van het Fonds voor de Letteren hangen vanzelfsprekend nauw samen met de activiteiten van de uitgevers. Subsidie kan ook pas aangevraagd worden wanneer een schrijver of vertaler ten minste één literaire boekpublicatie bij een uitgever heeft gerealiseerd. Dat wil niet zeggen dat subsidieverstrekking dan automatisch volgt.
Het Fonds voor de Letteren werkte bij de uitvoering van bepaalde subsidieregelingen samen met Literatuur Vlaanderen (voorheen Vlaams Fonds voor de Letteren), het Nederlands Literair Productie- en Vertalingenfonds (waarmee het in 2010 is gefuseerd), het Fonds Bijzondere Journalistieke Projecten en het Fonds voor de Podiumkunsten.

## Budget
Het budget van het Fonds voor de Letteren bedroeg 5 miljoen euro. Het FvdL subsidieerde hiermee ruim 200 schrijvers van proza, poëzie, literaire non-fictie (essays, biografieën) en drama en ruim 100 vertalers van buitenlandse literatuur.

## Mensen
- Bestuursvoorzitter van 1996 tot 2003 was Hans Ulrich Jessurun d'Oliveira.